# Number One (film, 1973)
Pour les articles homonymes, voir Number One.
Pour plus de détails, voir Fiche technique et Distribution.
Number One est un poliziottesco italien réalisé par Gianni Buffardi avec Renzo Montagnani, Luigi Pistilli, Claude Jade, Chris Avram, Guido Mannari, Venantino Venantini et Massimo Serato et sorti en 1973. Après avoir rapidement disparu de la circulation en 1973 pour cause de censure politique, le film a été restauré en 2021 et a fait sa réapparition au cinéma et sa première mondiale à la télévision.

## Synopsis
Le Number One, une boîte de nuit célèbre de Rome, est au centre d'un grand scandale en 1971 : un trafic de cocaïne qui impliqua des noms de la jet set internationale.
Au "Number One", les playboys Benni (Chris Avram) et Leo (Venantino Venantini) règnent sur la vie nocturne. À l'aube, le matin : Dans une villa romaine, Teddy Garner Jr. (Paolo Malco) regrette le décès soudain de sa femme Deborah. Deux médecins viennent de constater son décès et emportent son corps. Ses amis Massimo (Guido Mannari) et Dino (Howard Ross) le rassurent. Ils lui demandent maintenant de quitter Rome rapidement. Le premier résultat est un suicide, mais le commissaire Vinci (Renzo Montagnani) en doute et commence son enquête. Teddy Garner a quitté le pays à la hâte pour échapper aux poursuites. Des liens se créent rapidement avec le vol d'art organisé, dans lequel Massimo et Dino sont actifs et n'hésitent pas à commettre des meurtres. Vinci travaille désormais en collaboration avec le "Capitano" (Luigi Pistilli), le commandant des carabiniers. Sylvie Boisset (Claude Jade), une actrice française qui est une amie du playboy Benni, est la seule à se rendre à l'enterrement de Deborah. Elle informe les carabiniers de la cachette des tableaux volés dans un couvent. Plus tard, Sylvie rend visite à son ami Massimo (Guido Mannari). Elle apprend de lui des choses terribles. Entre-temps, la police a fouillé le couvent et retrouvé les tableaux. Sylvie se rend à nouveau chez les carabiniers et fait une déclaration au capitano concernant la mort de Deborah : Lorsque Tony est arrivé avec ses amis Massimo et Dino dans la maison de Deborah, celle-ci était allongée sur le lit, nue et se roulant, l'écume aux lèvres. Dino a rassuré ses amis en leur disant d'attendre l'agonie de Deborah. Alors que les hommes jouent aux cartes, Deborah est morte après une longue agonie. Ce n'est qu'alors qu'ils appellent le médecin. Et Tony quitte précipitamment l'Italie. Sylvie dit au capitano qu'elle s'inquiète pour Massimo, qui a disparu depuis quatre jours. Le témoignage de Sylvie conduit à une nouvelle autopsie du corps de Deborah. Mais les enquêteurs ne parviennent pas à trouver un coupable, car des suspects ou même des témoins disparaissent régulièrement...

## Commentaire
Ce film offre l'occasion à Gianni Buffardi de réaliser une radiographie de la Rome nocturne et secrète.

## Fiche technique
- Titre original et français : Number One
- Réalisation : Gianni Buffardi
- Scénario : Sandro Continenza d’après une idée de Gianni Buffardi
- Musique : Giancarlo Chiaramello
- Direction de la photographie : Roberto D'Ettorre Piazzoli
- Cadreur : Adolfo Bartoli
- Montage : Maurizio Mangosi
- Pays d’origine :  Italie
- Langue de tournage : italien
- Producteur : Gianni Buffardi
- Société de production : Sant'Ignazio (Italie)
- Format : couleur par Eastmancolor — son monophonique — 35 mm
- Genre : poliziottesco
- Durée : 95 min
- Date de sortie : 28 mai 1973 en  Italie

## Distribution
- Renzo Montagnani: Vinci, commissaire de police
- Luigi Pistilli: commandant des carabiniers
- Claude Jade: Sylvie Boisset
- Chris Avram: Benny
- Guido Mannari: Massimo
- Venantino Venantini: Leo
- Howard Ross: Dino Pancani
- Paolo Malco: Teddy Garner Jr
- Massimo Serato: Mino Cattani
- Isabelle de Valvert: Betsy
- Renato Turi: Commenda
- Bruno Di Luia: Pupo
- Rina Franchetti: la vieille princesse
- Guido Lollobrigida: Ragoniere
- Rita Calderoni: Épouse avec un faux crédit
- Andrea Scotti: Mari avec un faux crédit
- Emilio Bonucci: le policier à la plage
- Andrea Aureli: Le docteur
- Josiane Tanzilli: Deborah Garner (non créditée)
- Franca Scagnetti: la gouvernante (non créditée)
- Eleonora Giorgi: une fille dans le club (non créditée)

## Autour du film
- Claude Jade[1] : « Je partis de mon côté pour Rome, où l’avocat Claudio Giglioli, correspondant de l’agence Marceline Lenoir, m’avait trouvé deux films. Je descendis à l’hôtel de la Ville, via Sistina, et je demandai à maman, qui était à la retraite et qui avait du temps, de m’y rejoindre. Le premier des films s’appelait Number One, du nom d’une boîte de nuit qui avait servi de cadre à un scandale, mettant en scène des call girls. Ce n’est pas exactement le rôle que je jouais ! Je crois que j’étais une jeune femme détective, ou quelque chose dans ce genre. Très vite je me suis demandé ce que je faisais là et pourquoi Giglioli m’avait trouvé ce personnage. Gianni Buffardi, le producteur, avait de très beaux bureaux et collectionnait les œuvres d’art, mais c’était aussi un escroc, et je ne fus jamais entièrement payée. Mon pseudo-agent, qui était son copain et qui défendait ses intérêts, ne fit rien pour moi ; je renonçai à lui faire un procès… Grâce à Jacques Dufilho, je fis la connaissance d’une jeune femme, Francesca Saxon-Mills, qui fut amenée à remplacer l’avocat romain qui ne me paraissait pas très net. »

## Restauration et reprise en 2021
Le film, dont les personnages principaux sont des pseudonymes de représentants parfois réels de la jet-set à Rome dans les années 1970, disparaît assez rapidement des écrans. En 2020, des négatifs font leur apparition. Le Centro sperimentale di cinematografia et la Cineteca Nazionale reconstruisent le film en collaboration avec la chaîne de télévision des cinéastes Cine34 (it). Roberto d'Ettore Piazzoli, le directeur de la photographie de l'époque, et Antonello Buffardi, le fils du réalisateur, sont également présents lors de ce travail. Le film a été rediffusé lors du 39e Torino Film Festival à Turin en novembre 2021. Le film fera ensuite sa première apparition à la télévision sur la chaîne Cine34,. Luca Pallanch, de la Cineteca Nazionale, explique : "La bonne Rome, racontée un peu plus tôt par Carlo Lizzani, et la mauvaise Rome, peinte par Gianni Buffardi, sont les deux faces d'une même médaille, désormais offerte non seulement aux cinéphiles, mais aussi aux détectives de l'histoire italienne".
Number One a sa première diffusion télévisée le 9 décembre 2021 sur la chaîne Cine34, consacrée au cinéma italien, avec une introduction historique sur le film par le critique de cinéma Tatti Sanguineti.

## Accueil critique
Marida Caterini : "Le film raconte l'histoire des nuits secrètes de la jet-set internationale dans la Rome des années 1970 [...] Le casting de Number One comprend Renzo Montagnani, Luigi Pistilli, Claude Jade, Chris Avram, Massimo Serato et Howard Ross. [...] En 1971, le club numéro un était au centre d'un grand scandale de cocaïne, dans lequel de nombreux noms de la jet-set internationale étaient impliqués. Le récit est donc l'histoire de la vie nocturne de Rome à la mode et en fête à cette époque, une saison caractérisée par la présence de services secrets déviants, de pressions politiques internationales, du crime organisé et de la Banda della Magliana. Le film Number One est donc un instantané d'une Dolce Vita devenue Mala Vita. [...] La narration qui a été faite dans le film de 1973 s'est avérée beaucoup trop inconfortable. Il n'est pas surprenant qu'il ait immédiatement disparu de la circulation : le souvenir du véritable Number One, la boîte de nuit la plus chaude de Rome, était trop vif. Un endroit fermé pour cause de drogue après un tuyau anonyme juste un an plus tôt. Mais, surtout, les personnages impliqués sont trop puissants. Le sort du film est voué à l'échec : toutes les traces du film sont perdues. De nombreuses vérités désagréables jettent des ombres sur les lumières de La Dolce Vita." 
Massimilian Schiavoni, Quinlan : ""La nature hybride du film, peuplé de dizaines de personnages, dispersés et parfois littéralement incompréhensibles, constitue un document d'époque qui mélange nonchalamment les genres cinématographiques et les scrupules d'actualité.
Ce n'est pas un hasard si Cine34 s'est intéressé à cette récupération. Si toute découverte de films perdus de notre cinéma constitue un travail méritoire, il est tout aussi vrai que Number One appartient de manière décisive à notre cinéma de genre, un domaine expressif auquel la chaîne thématique du groupe Mediaset est substantiellement dédiée. D'autre part, il faut dire que le film de Buffardi appartient bien au cinéma de genre mais échappe en même temps aux cadres des genres, construit comme il l'est par l'assemblage d'inspirations diversifiées et articulé de manière singulière autour d'un récit choral fourmillant. [..]
Cependant, dominant la sécheresse de la ligne et englobant son style et ses éléments stylistiques, une autre intention prévaut sur tout le reste : la structure du film instantané, qui vise à rendre compte de l'actualité récente tout en dissimulant à peine (ou plutôt en les laissant délibérément bien reconnaissables) les références aux personnalités connues de l'actualité de l'époque. Exemple typique d'une boîte de nuit italienne des années 1960/70 où la jet-set côtoie ouvertement les criminels, le "Number One" devient dans le film de Buffardi une métaphore de tout le mal de l'Italie de l'époque. Avec une attitude audacieuse, Buffardi jette tout dans un chaudron ouvertement moralisateur, de la haute société aux riches étrangers en poste en Italie, en passant par les descendants des familles royales, les représentants de notre noblesse, les politiciens, le clergé et divers membres de la pègre plus ou moins dégradée. Les références à l'actualité de l'époque abondent, à commencer par les références très reconnaissables à Paul Getty Jr. (Teddy Garner Jr) et à la mort de sa seconde femme Talitha (Deborah Garner), victime d'une overdose. Pour une meilleure lecture du film, il serait nécessaire de cartographier les références aux actualités, qui se sont inévitablement perdues au fil des ans. [...]
D'autre part, la structure narrative du film de Buffardi est tellement décousue et protéiforme, confiée à une utilisation résolument nonchalante du flash-back, qu'elle permet paradoxalement des décompositions et recompositions sans que l'on sente la différence. Buffardi semble vouloir raconter un enchevêtrement inextricable et indéchiffrable dans lequel le système-pays sombre entièrement dans un abîme de corruption, de perdition et de malfaisance. De manière constante, l'histoire dans son ensemble devient de plus en plus impénétrable, s'enroulant autour des intérêts changeants d'un nombre énorme de personnages, tous impliqués dans les mêmes méfaits. [...] Adoptant ici et là la physionomie d'un docudrame où les noms des personnages réels varient à peine, le film confie la tâche de tenir les fils d'un tel désordre bien serrés à l'enquête menée par un commissaire de police (Renzo Montagnani) et un capitaine des carabiniers (Luigi Pistilli). [...]
Davinotti: "Si l'intention était de suggérer sans déclarer, de laisser seulement entrevoir le réseau d'intrigues qui concernait les échelons supérieurs de la bourgeoisie romaine à l'époque du "Number One", alors on peut dire que Buffardi a atteint son but : Bien qu'elle apparaisse à première vue comme logique et structurée, l'histoire en réalité se gonfle rapidement d'une quantité de noms et d'événements que suivre devient d'abord ardu d'un vaste mouvement dans les hautes sphères qui du meurtre de la jeune Deborah (fait passer pour un suicide) passe par le vol d'œuvres d'art précieuses dans un riche appartement pour arriver à impliquer même des sections de l'Église et des gros bonnets de la société la plus en vue. [Il ne faut pas oublier que le réalisateur lui-même fréquentait le club et connaissait de nombreuses personnes qui le fréquentaient : c'est pourquoi les références à des événements réels sont moins farfelues qu'on pourrait l'imaginer, et aussi pourquoi le film aurait disparu presque immédiatement. Deux personnes tentent de démêler le puzzle : la police, qui part de la découverte du corps de la jeune fille, et les carabiniers, qui entrent dans l'histoire à partir de la déclaration de vol des tableaux. Ce sont les personnages les plus authentiques et les plus crédibles, grâce aussi aux excellentes performances des deux (Montagnani, Pistilli), et ils réussissent d'une manière ou d'une autre à maintenir vivant l'intérêt d'une histoire construite selon les canons du roman policier mais qui s'amuse ensuite à en subvertir les règles pour tout ramener dans le cadre de la grande conspiration à travers laquelle on démontre le niveau de protection garanti à la ligue habituelle des puissants qui gouvernent le pays avec leurs empires et leur argent. Avram et les autres sont les seigneurs du "Numéro Un", avec le "petit" photographe (Mannari) qui devient le personnage clé nécessaire pour relier les différentes branches de l'enquête, à commencer par celle liée à la jeune Française (Jade) qui pourrait représenter le témoin capable de faire tomber une partie du château de cartes. On perçoit le désir de Buffardi d'expérimenter, même formellement, avec des flashbacks soudains, des bruits qui couvrent les dialogues, des juxtapositions qui suggèrent le plus grand cynisme (celle où trois hommes jouent une partie de cartes pendant que Deborah Garner (Talitha Getty) se meurt, nue, sur un lit derrière les joueurs, expulsant de la mousse blanche de sa bouche, est très discutable), mais c'est comme si tout restait à l'état d'embryon, comme si le film dans son ensemble méritait un niveau de réalisation supérieur, qui cède finalement la place à une œuvre vague et peu concluante, non dénuée de charme cependant, en partie grâce à sa légendaire indisponibilité pendant près de cinquante ans et en partie grâce à ses références réelles et fortes à un monde qui avait certainement beaucoup à cacher. 